# Hotel „Europa” w Mińsku
Hotel „Europa” w Mińsku (biał. Гасьцініца „Эўропа”) – hotel położony na rogu pl. Niepodległości i ulicy Lenina w Mińsku, do czasów rewolucyjnych jeden z najbardziej charakterystycznych budynków miasta, zburzony w 1941 i odbudowany w 2007.

## Historia
Na początku XIX wieku w miejscu obecnego hotelu na rogu pl. Katedralnego i ulicy Gubernatorskiej znajdował się pensjonat należący do rodziny Polak. Po pożarze w 1884 budynek podwyższono do dwóch pięter i nazwano hotelem „Europa”. Kolejny remont budynek przeszedł w 1906, kiedy podwyższono go do pięciu pięter – był wówczas najwyższym budynkiem miasta o charakterze świeckim i jednym z jego symboli, nadających Mińskowi charakter wielkiego miasta pomiędzy Wilnem a Moskwą. Na początku XX wieku budynek był własnością Grigorija i Jakowa Polaków.
W każdym z pokoi był umieszczony telefon, umywalka, oświetlenie, ogrzewanie i wanna. Na piąte piętro dostać się można było za pomocą windy. W hotelu działała restauracja, fryzjer, księgarnia z biblioteką oraz oddział Wileńskiego Banku Handlowego.
W czasach okupacji Mińska przez wojska radzieckie i polskie w latach 1918–1920 hotel wykorzystywano jako wojskowy internat, a restaurację jako stołówkę.
W 1925 hotel został ponownie otwarty dla turystów jako jeden z oddziałów minkomchoza jako Miński Hotel Państwowy.
Zniszczony w trakcie II wojny światowej, nie został odbudowany po 1945. W 2004 podjęto decyzję o jego odbudowie, która została ukończona w 2007. Odbudowany hotel różni się od pierwowzoru, m.in. liczbą pięter (jest o jedno piętro wyższy).